# M48 (astronomia)
M 48 (conosciuto anche come Messier 48 o NGC 2548) è un ammasso aperto visibile nella parte più orientale nella vasta costellazione dell'Idra, sul confine convenzionale col l'Unicorno.
Di facile osservazione, anche con un semplice binocolo, appare ben visibile con facilità da entrambi gli emisferi.

## Osservazione

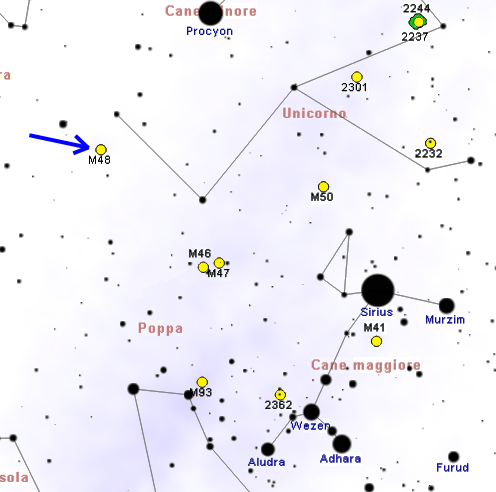
Mappa per trovare M48.

M48 è un oggetto relativamente semplice da individuare: sebbene si trovi infatti in una zona di cielo priva di stelle od oggetti di rilievo, la sua luminosità facilita la sua individuazione; sotto un cielo in buone condizioni meteorologiche infatti M48 è visibile anche ad occhio nudo come un alone chiaro molto debole, mentre già con piccoli telescopi si possono riuscire ad individuare una cinquantina di stelle. Anche al binocolo è possibile risolvere alcune delle sue componenti principali, mentre con un telescopio amatoriale di piccole dimensioni il numero delle stelle visibili si moltiplica, arrivando a diverse decine; le sue dimensioni estese fanno sì che esso rientri a mala pena nel campo visivo dell'oculare.
M48 si trova nell'emisfero australe, ma è talmente prossimo all'equatore celeste da risultare visibile da tutte le aree popolate della Terra, anche le più settentrionali; si trova circa una decina di gradi a sud della brillante stella Procione, sul bordo della Via Lattea. Il periodo migliore per la sua osservazione va da fine dicembre a tutto maggio.

## Storia delle osservazioni
M48 fu scoperto da Charles Messier nel 1771; egli fece tuttavia un errore nella riduzione dei dati, riportandone così una posizione errata nel suo catalogo, che lo fece diventare uno degli oggetti mancanti fino al 1959, quando venne identificato da T.F. Morris. Padre Webb descrisse quest'oggetto come un gruppo di stelle quasi uniforme con stelle di nona magnitudine e molte altre stelle più deboli.

## Caratteristiche
Questo ammasso si trova a circa 1500 anni luce dal sistema solare e dovrebbe contenere all'incirca 80 stelle fino alla magnitudine 13, di cui una cinquantina sono visibili anche con un binocolo o un piccolo telescopio. La regione più densa del nucleo si estende per oltre 30 minuti d'arco, mentre le regioni esterne si estendono fino a 54'. L'ammasso possiede un diametro di circa 23 anni luce.
La stella più calda di M48 è di tipo spettrale A2, con magnitudine di 8,8; l'ammasso inoltre contiene tre giganti gialle di tipo spettrale G e K. Ha un'età stimata intorno ai 300 milioni di anni, un valore medio per questo tipo di oggetti; la sua distanza è invece stimata sui 1500 anni luce ed è dunque appartenente al nostro stesso braccio di spirale galattico, il Braccio di Orione.

### Libri
- (EN) Stephen James O'Meara, Deep Sky Companions: The Messier Objects, Cambridge University Press, 1998, ISBN 0-521-55332-6.

### Carte celesti
- Toshimi Taki, Taki's 8.5 Magnitude Star Atlas, su geocities.jp, 2005. URL consultato il 7 novembre 2010 (archiviato dall'url originale il 5 novembre 2018). - Atlante celeste liberamente scaricabile in formato PDF.
- Tirion, Rappaport, Lovi, Uranometria 2000.0 - Volume I - The Northern Hemisphere to -6°, Richmond, Virginia, USA, Willmann-Bell, inc., 1987, ISBN 0-943396-14-X.
- Tirion, Sinnott, Sky Atlas 2000.0, 2ª ed., Cambridge, USA, Cambridge University Press, 1998, ISBN 0-933346-90-5.
- Tirion, The Cambridge Star Atlas 2000.0, 3ª ed., Cambridge, USA, Cambridge University Press, 2001, ISBN 0-521-80084-6.